# Hexadella crypta
Hexadella crypta is een gewone sponsensoort uit de familie van de Ianthellidae. De wetenschappelijke naam van de soort is voor het eerst geldig gepubliceerd in 2012 door Reveillaud, Allewaert, Pérez, Vacelet, Banaigs & Vanreusel.